# Guilford (Connecticut)
Pour les articles homonymes, voir Guilford.
Guilford est une ville américaine située dans le comté de New Haven, dans l’État du Connecticut.
Guilford devient une municipalité en 1639. D'abord appelée « Plantation de Menuncatuck », la ville est renommée d'après Guildford dans le Surrey, d'où étaient originaires ses premiers habitants.

## Démographie
| 1820  | 1850  | 1860  | 1870  | 1880  | 1890  |
| ----- | ----- | ----- | ----- | ----- | ----- |
| 4 131 | 2 653 | 2 624 | 2 576 | 2 782 | 2 780 |

| 1900  | 1910  | 1920  | 1930  | 1940  | 1950  |
| ----- | ----- | ----- | ----- | ----- | ----- |
| 2 785 | 3 001 | 2 803 | 3 117 | 3 544 | 5 092 |

| 1960  | 1970   | 1980   | 1990   | 2000   | 2010   |
| ----- | ------ | ------ | ------ | ------ | ------ |
| 7 913 | 12 033 | 17 375 | 19 848 | 21 398 | 22 375 |

En 2010, sa population était de 22 375 habitants. La municipalité s'étend sur 49,73 milles carrés (128,8 km2), dont 2,61 milles carrés (6,76 km2) d'étendues d'eau.